# Terina wardi
Terina wardi är en fjärilsart som beskrevs av Sharpe 1891. Terina wardi ingår i släktet Terina och familjen mätare. Inga underarter finns listade i Catalogue of Life.